# Magyar országos rekordok listája 100 méteres pillangóúszásban
Ez a lista a 100 méteres pillangóúszásban elért felnőtt magyar csúcsokat tartalmazza.

## 50 méteres medence

### Férfiak
| A férfi 100 méteres pillangóúszás magyar csúcsai (50 méteres medence)                      | A férfi 100 méteres pillangóúszás magyar csúcsai (50 méteres medence) | A férfi 100 méteres pillangóúszás magyar csúcsai (50 méteres medence) | A férfi 100 méteres pillangóúszás magyar csúcsai (50 méteres medence) | A férfi 100 méteres pillangóúszás magyar csúcsai (50 méteres medence) | A férfi 100 méteres pillangóúszás magyar csúcsai (50 méteres medence) | A férfi 100 méteres pillangóúszás magyar csúcsai (50 méteres medence) | A férfi 100 méteres pillangóúszás magyar csúcsai (50 méteres medence) |
| Idő                                                                                        | Név                                                                   | Egyesület                                                             | Dátum                                                                 | Helyszín                                                              | Esemény                                                               | Megjegyzés                                                            | Forrás                                                                |
| ------------------------------------------------------------------------------------------ | --------------------------------------------------------------------- | --------------------------------------------------------------------- | --------------------------------------------------------------------- | --------------------------------------------------------------------- | --------------------------------------------------------------------- | --------------------------------------------------------------------- | --------------------------------------------------------------------- |
| 1:09,00                                                                                    | Tumpek György                                                         | Bp. Honvéd                                                            | 1949. 07. 06.                                                         | Budapest, Magyarország                                                |                                                                       | 50 m-es medence                                                       | [ 1 ]                                                                 |
| 1:08,10                                                                                    | Tumpek György                                                         | Bp. Honvéd                                                            | 1950. 10. 18.                                                         | Székesfehérvár, Magyarország                                          |                                                                       | 25 m-es medence                                                       | [ 1 ] [ 2 ]                                                           |
| 1:07,80                                                                                    | Tumpek György                                                         | Bp. Honvéd                                                            | 1950. 10. 21.                                                         | Székesfehérvár, Magyarország                                          |                                                                       | 25 m-es medence                                                       | [ 1 ] [ 3 ]                                                           |
| 1:04,30                                                                                    | Tumpek György                                                         | Bp. Honvéd                                                            | 1953. 05. 31.                                                         | Budapest, Magyarország                                                | A Munkaerőtartalékok versenye                                         | 50 m-es medence, világcsúcs                                           | [ 1 ] [ 4 ]                                                           |
| 1:03,70                                                                                    | Tumpek György                                                         | Bp. Honvéd                                                            | 1954. 05. 08.                                                         | Budapest, Magyarország                                                | A V. Forgácsoló versenye                                              | 33 m-es medence, világcsúcs                                           | [ 1 ] [ 5 ]                                                           |
| 1:02,30                                                                                    | Tumpek György                                                         | Bp. Honvéd                                                            | 1954. 08. 01.                                                         | Budapest, Magyarország                                                | főiskolai vb                                                          | 50 m-es medence, világcsúcs                                           | [ 1 ] [ 6 ]                                                           |
| 1:02,10                                                                                    | Tumpek György                                                         | Bp. Honvéd                                                            | 1954. 11. 20.                                                         | Székesfehérvár, Magyarország                                          | Az Sz. Építők versenye                                                | 25 m-es medence, világcsúcs                                           | [ 1 ] [ 7 ]                                                           |
| 1:02,00                                                                                    | Tumpek György                                                         | Bp. Honvéd                                                            | 1954. 12. 21.                                                         | Budapest, Magyarország                                                |                                                                       | 33 m-es medence, világcsúcs                                           | [ 1 ] [ 8 ]                                                           |
| 1:01,80                                                                                    | Tumpek György                                                         | Bp. Honvéd                                                            | 1956. 06. 19.                                                         | München, NSZK                                                         | nemzetközi verseny                                                    | 25 m-es medence                                                       | [ 1 ] [ 9 ]                                                           |
| 1957. május 1-től csak az 50 méteres medencében elért eredményeket hitelesítik rekordként. |                                                                       |                                                                       |                                                                       |                                                                       |                                                                       |                                                                       |                                                                       |
| 1:03,40                                                                                    | Tumpek György                                                         | Bp. Honvéd                                                            | 1957. 05. 26.                                                         | Budapest, Magyarország                                                | A BHSE versenye                                                       | világcsúcs                                                            | [ 10 ]                                                                |
| 1:02,30                                                                                    | Tumpek György                                                         | Bp. Honvéd                                                            | 1957. 08. 19.                                                         | Budapest, Magyarország                                                | A MUSZ versenye                                                       |                                                                       | [ 1 ] [ 11 ]                                                          |
| 1:02,20                                                                                    | Tumpek György                                                         | Bp. Honvéd                                                            | 1958. 06. 08.                                                         | Budapest, Magyarország                                                | A Spartacus versenye                                                  |                                                                       | [ 1 ] [ 12 ]                                                          |
| 1:01,00                                                                                    | Gulrich József                                                        | Újpesti Dózsa                                                         | 1962. 09. 01.                                                         | Cottbus, NDK                                                          | Belügyi Szpartakiád                                                   |                                                                       | [ 1 ]                                                                 |
| 1:00,20                                                                                    | Gulrich József                                                        | Újpesti Dózsa                                                         | 1962. 09. 14.                                                         | Budapest, Magyarország                                                | magyar bajnokság                                                      |                                                                       | [ 1 ] [ 13 ]                                                          |
| 1:00,10                                                                                    | Szentirmay István                                                     | BVSC                                                                  | 1969. 06. 22.                                                         | Budapest, Magyarország                                                | Hajós-emlékverseny                                                    |                                                                       | [ 14 ] [ 15 ]                                                         |
| 059,90                                                                                     | Szentirmay István                                                     | BVSC                                                                  | 1969. 08. 09.                                                         | Budapest, Magyarország                                                | magyar bajnokság                                                      |                                                                       | [ 14 ] [ 16 ]                                                         |
| 059,80                                                                                     | Szentirmay István                                                     | BVSC                                                                  | 1969. 08. 23.                                                         | Würzburg, NSZK                                                        | Európa-kupa                                                           |                                                                       | [ 14 ] [ 17 ]                                                         |
| 059,50                                                                                     | Szentirmay István                                                     | BVSC                                                                  | 1970. 04. 03.                                                         | Kecskemét, Magyarország                                               | nemzetközi verseny                                                    |                                                                       | [ 14 ]                                                                |
| 059,40                                                                                     | Szentirmay István                                                     | BVSC                                                                  | 1970. 04. 03.                                                         | Kecskemét, Magyarország                                               | nemzetközi verseny                                                    |                                                                       | [ 14 ] [ 18 ]                                                         |
| 059,10                                                                                     | Szentirmay István                                                     | BVSC                                                                  | 1970. 07. 17.                                                         | Budapest, Magyarország                                                | Budapest-bajnokság                                                    |                                                                       | [ 14 ] [ 19 ]                                                         |
| 058,80                                                                                     | Szentirmay István                                                     | BVSC                                                                  | 1970. 08. 20.                                                         | Budapest, Magyarország                                                | magyar bajnokság                                                      |                                                                       | [ 14 ] [ 20 ]                                                         |
| 058,30                                                                                     | Szentirmay István                                                     | BVSC                                                                  | 1970. 09. 06.                                                         | Barcelona, Spanyolország                                              | Európa-bajnokság                                                      | a selejtezőben                                                        | [ 14 ] [ 21 ]                                                         |
| 058,30                                                                                     | Szentirmay István                                                     | BVSC                                                                  | 1971. 06. 26.                                                         | Budapest, Magyarország                                                | A BVSC versenye                                                       |                                                                       | [ 14 ] [ 22 ]                                                         |
| 058,20                                                                                     | Szentirmay István                                                     | BVSC                                                                  | 1971. 07. 03.                                                         | Budapest, Magyarország                                                | Budapest-bajnokság                                                    |                                                                       | [ 14 ] [ 23 ]                                                         |
| 057,90                                                                                     | Szentirmay István                                                     | BVSC                                                                  | 1971. 07. 20.                                                         | Bolzano, Olaszország                                                  | Sette Coli                                                            |                                                                       | [ 14 ] [ 24 ]                                                         |
| 057,40                                                                                     | Szentirmay István                                                     | BVSC                                                                  | 1971. 08. 06.                                                         | Budapest, Magyarország                                                | magyar bajnokság                                                      |                                                                       | [ 14 ] [ 25 ]                                                         |
| 057,20                                                                                     | Szentirmay István                                                     | BVSC                                                                  | 1972. 07. 23.                                                         | Budapest, Magyarország                                                |                                                                       |                                                                       | [ 14 ] [ 26 ]                                                         |
| 057,10                                                                                     | Szentirmay István                                                     | BVSC                                                                  | 1972. 08. 12.                                                         | Budapest, Magyarország                                                |                                                                       |                                                                       | [ 14 ]                                                                |
| 056,88                                                                                     | Mészáros Gábor                                                        | Bp. Honvéd                                                            | 1980. 07. 22.                                                         | Moszkva, Szovjetunió                                                  | olimpiai játékok                                                      | a selejtezőben                                                        | [ 27 ] [ 28 ]                                                         |
| 056,62                                                                                     | Énekes Zoltán                                                         | Bp. Spartacus                                                         | 1982. 08. 12.                                                         | Budapest, Magyarország                                                | magyar bajnokság                                                      |                                                                       | [ 29 ] [ 30 ]                                                         |
| 056,10                                                                                     | Darnyi Tamás                                                          | Újpesti Dózsa                                                         | 1989. 07. 13.                                                         | Budapest, Magyarország                                                | magyar bajnokság                                                      |                                                                       | [ 31 ] [ 32 ]                                                         |
| 055,56                                                                                     | Horváth Péter                                                         | BRSE                                                                  | 1991. 12. 21.                                                         | Budapest, Magyarország                                                | felkészülési verseny                                                  |                                                                       | [ 33 ]                                                                |
| 055,24                                                                                     | Horváth Péter                                                         | BRSE                                                                  | 1993. 04. 11.                                                         | Budapest, Magyarország                                                | Binder kupa                                                           |                                                                       | [ 34 ]                                                                |
| 054,24                                                                                     | Horváth Péter                                                         | BRSE                                                                  | 1993. 08. 04.                                                         | Sheffield, Egyesült Királyság                                         | Európa-bajnokság                                                      | B döntő                                                               | [ 35 ]                                                                |
| 053,71                                                                                     | Horváth Péter                                                         | Sport+                                                                | 1995. 08. 23.                                                         | Bécs, Ausztria                                                        | Európa-bajnokság                                                      | ötödik hely                                                           | [ 36 ]                                                                |
| 053,66                                                                                     | Horváth Péter                                                         | Sport+                                                                | 1996. 06. 19.                                                         | Budapest, Magyarország                                                | magyar bajnokság                                                      |                                                                       | [ 37 ]                                                                |
| 053,48                                                                                     | Horváth Péter                                                         | Sport+                                                                | 1996. 07. 24.                                                         | Atlanta, USA                                                          | olimpiai játékok                                                      | B döntő                                                               | [ 38 ]                                                                |
| 052,87                                                                                     | Gáspár Zsolt                                                          | Ferencváros                                                           | 2000. 04. 01.                                                         | Seattle, USA                                                          | Amerikai nyílt bajnokság                                              | a selejtezőben                                                        | [ 39 ]                                                                |
| 052,62                                                                                     | Cseh László                                                           | Kőbánya SC                                                            | 2008. 07. 10.                                                         | Budapest, Magyarország                                                | magyar bajnokság                                                      |                                                                       | [ 40 ]                                                                |
| 052,49                                                                                     | Cseh László                                                           | Kőbánya SC                                                            | 2009. 06. 26.                                                         | Eger, Magyarország                                                    | magyar bajnokság                                                      |                                                                       | [ 41 ]                                                                |
| 051,98                                                                                     | Cseh László                                                           | Kőbánya SC                                                            | 2011. 06. 23.                                                         | Debrecen, Magyarország                                                | magyar bajnokság                                                      |                                                                       | [ 42 ] [ 43 ]                                                         |
| 051,95                                                                                     | Cseh László                                                           | Kőbánya SC                                                            | 2012. 05. 25.                                                         | Debrecen, Magyarország                                                | Európa-bajnokság                                                      | az elődöntőben                                                        | [ 44 ]                                                                |
| 051,77                                                                                     | Cseh László                                                           | Kőbánya SC                                                            | 2012. 05. 26.                                                         | Debrecen, Magyarország                                                | Európa-bajnokság                                                      | második hely                                                          | [ 45 ]                                                                |
| 051,61                                                                                     | Cseh László                                                           | Kőbánya SC                                                            | 2013. 08. 02.                                                         | Barcelona, Spanyolország                                              | világbajnokság                                                        | elődöntő                                                              | [ 46 ]                                                                |
| 051,45                                                                                     | Cseh László                                                           | Kőbánya SC                                                            | 2013. 08. 03.                                                         | Barcelona, Spanyolország                                              | világbajnokság                                                        | második hely                                                          | [ 47 ]                                                                |
| 050,91                                                                                     | Cseh László                                                           | Egri UK                                                               | 2015. 08. 07.                                                         | Kazany, Oroszország                                                   | világbajnokság                                                        | a selejtezőben                                                        | [ 48 ]                                                                |
| 050,87                                                                                     | Cseh László                                                           | Egri UK                                                               | 2015. 08. 08.                                                         | Kazany, Oroszország                                                   | világbajnokság                                                        | második hely                                                          | [ 49 ]                                                                |
| 050,86                                                                                     | Cseh László                                                           | Egri UK                                                               | 2016. 05. 21.                                                         | London, Egyesült Királyság                                            | Európa-bajnokság                                                      | első hely                                                             | [ 50 ]                                                                |
| 050,77                                                                                     | Milák Kristóf                                                         | Érdi US                                                               | 2017. 07. 28.                                                         | Budapest, Magyarország                                                | világbajnokság                                                        | elődöntő, junior világcsúcs                                           | [ 51 ]                                                                |
| 050,62                                                                                     | Milák Kristóf                                                         | Érdi US                                                               | 2017. 07. 29.                                                         | Budapest, Magyarország                                                | világbajnokság                                                        | második hely, junior világcsúcs                                       | [ 52 ]                                                                |
| 050,47                                                                                     | Milák Kristóf                                                         | Bp. Honvéd                                                            | 2021. 03. 27.                                                         | Budapest, Magyarország                                                | magyar bajnokság                                                      |                                                                       | [ 53 ]                                                                |
| 050,18                                                                                     | Milák Kristóf                                                         | Bp. Honvéd                                                            | 2021. 05. 23.                                                         | Budapest, Magyarország                                                | Európa-bajnokság                                                      | aranyérmet ért                                                        | [ 54 ]                                                                |
| 049,68                                                                                     | Milák Kristóf                                                         | Bp. Honvéd                                                            | 2021. 07. 31.                                                         | Tokió, Japán                                                          | olimpiai játékok                                                      | ezüstérem, Európa-csúcs                                               | [ 55 ]                                                                |

### Nők
| A női 100 méteres pillangóúszás magyar csúcsai (50 méteres medence) | A női 100 méteres pillangóúszás magyar csúcsai (50 méteres medence) | A női 100 méteres pillangóúszás magyar csúcsai (50 méteres medence) | A női 100 méteres pillangóúszás magyar csúcsai (50 méteres medence) | A női 100 méteres pillangóúszás magyar csúcsai (50 méteres medence) | A női 100 méteres pillangóúszás magyar csúcsai (50 méteres medence) | A női 100 méteres pillangóúszás magyar csúcsai (50 méteres medence) | A női 100 méteres pillangóúszás magyar csúcsai (50 méteres medence) |
| Idő                                                                 | Név                                                                 | Egyesület                                                           | Dátum                                                               | Helyszín                                                            | Esemény                                                             | Megjegyzés                                                          | Forrás                                                              |
| ------------------------------------------------------------------- | ------------------------------------------------------------------- | ------------------------------------------------------------------- | ------------------------------------------------------------------- | ------------------------------------------------------------------- | ------------------------------------------------------------------- | ------------------------------------------------------------------- | ------------------------------------------------------------------- |
| 1:19,20                                                             | Székely Éva                                                         | Bp. Lokomotív                                                       | 1950. 09. 01.                                                       | Budapest, Magyarország                                              | magyar bajnokság                                                    |                                                                     | [ 1 ] [ 56 ]                                                        |
| 1:19,00                                                             | Székely Éva                                                         | Bp. Lokomotív                                                       | 1950. 10. 12.                                                       | Budapest, Magyarország                                              |                                                                     | 33 m-es medence                                                     | [ 1 ] [ 57 ]                                                        |
| 1:18,80                                                             | Székely Éva                                                         | Bp. Lokomotív                                                       | 1950. 10. 21.                                                       | Székesfehérvár, Magyarország                                        |                                                                     | 25 m-es medence                                                     | [ 1 ] [ 2 ]                                                         |
| 1:18,60                                                             | Székely Éva                                                         | Bp. Lokomotív                                                       | 1950. 10. 21.                                                       | Székesfehérvár, Magyarország                                        |                                                                     | 25 m-es medence                                                     | [ 1 ] [ 58 ]                                                        |
| 1:16,90                                                             | Székely Éva                                                         | Bp. Lokomotív                                                       | 1951. 05. 11.                                                       | Moszkva, Szovjetunió                                                | csúcskísérlet                                                       | 25 m-es medence                                                     | [ 1 ] [ 59 ]                                                        |
| 1:16,30                                                             | Székely Ripszima                                                    | Bp. Kinizsi                                                         | 1955. 05. 29.                                                       | Bécs, Ausztria                                                      | nemzetközi verseny                                                  | 33 m-es medence                                                     | [ 1 ] [ 60 ]                                                        |
| 1:15,60                                                             | Székely Ripszima                                                    | Bp. Kinizsi                                                         | 1955. 08. 08.                                                       | Varsó, Lengyelország                                                | VIT                                                                 | 25 m-es medence                                                     | [ 1 ] [ 61 ]                                                        |
| 1:15,40                                                             | Székely Ripszima                                                    | Bp. Kinizsi                                                         | 1955. 09. 04.                                                       | Budapest, Magyarország                                              | nemzetközi verseny                                                  | 50 m-es medence                                                     | [ 1 ] [ 62 ]                                                        |
| 1:14,80                                                             | Littomeritzky Mária                                                 | Bp. Törekvés                                                        | 1956. 06. 03.                                                       | Budapest, Magyarország                                              | A Bp. Kinizsi versenye                                              |                                                                     | [ 63 ]                                                              |
| 1:13,20                                                             | Littomeritzky Mária                                                 | Bp. Törekvés                                                        | 1956. 07. 01.                                                       | Budapest, Magyarország                                              | Béke-kupa                                                           | 50 m-es medence                                                     | [ 64 ]                                                              |
| 1:12,30                                                             | Littomeritzky Mária                                                 | Bp. Törekvés                                                        | 1956. 09. 07.                                                       | Budapest, Magyarország                                              | meghívásos verseny                                                  | 50 m-es medence                                                     | [ 1 ] [ 65 ]                                                        |
| 1:11,00                                                             | Egerváry Márta                                                      | Ferencváros                                                         | 1962. 05. 20.                                                       | Eger, Magyarország                                                  | az Egri Dózsa versenye                                              |                                                                     | [ 1 ] [ 66 ]                                                        |
| 1:10,40                                                             | Egerváry Márta                                                      | Ferencváros                                                         | 1962. 06. 24.                                                       | Budapest, Magyarország                                              | A Bp. Spartacus versenye                                            |                                                                     | [ 1 ] [ 67 ]                                                        |
| 1:10,20                                                             | Egerváry Márta                                                      | Ferencváros                                                         | 1964. 08. 22.                                                       | Budapest, Magyarország                                              | csapatbajnokság                                                     |                                                                     | [ 1 ] [ 68 ]                                                        |
| 1:08,40                                                             | Gyarmati Andrea                                                     | BVSC                                                                | 1967. 07. 23.                                                       | Oldenzaal, Hollandia                                                | holland-magyar viadal                                               |                                                                     | [ 14 ] [ 69 ]                                                       |
| 1:07,90                                                             | Gyarmati Andrea                                                     | BVSC                                                                | 1968. 07. 07.                                                       | Budapest, Magyarország                                              | nemzetközi verseny                                                  |                                                                     | [ 14 ] [ 70 ]                                                       |
| 1:07,60                                                             | Gyarmati Andrea                                                     | BVSC                                                                | 1968. 07. 27.                                                       | Budapest, Magyarország                                              | magyar bajnokság                                                    |                                                                     | [ 14 ] [ 71 ]                                                       |
| 1:07,50                                                             | Gyarmati Andrea                                                     | BVSC                                                                | 1968. 08. 03.                                                       | Budapest, Magyarország                                              | ifjúsági Budapest-bajnokság                                         |                                                                     | [ 14 ] [ 72 ]                                                       |
| 1:06,60                                                             | Gyarmati Andrea                                                     | BVSC                                                                | 1968. 10. 20.                                                       | Mexikóváros, Mexikó                                                 | olimpiai játékok                                                    | az elődöntőben                                                      | [ 14 ] [ 73 ]                                                       |
| 1:06,10                                                             | Gyarmati Andrea                                                     | BVSC                                                                | 1969. 08. 09.                                                       | Budapest, Magyarország                                              | magyar bajnokság                                                    |                                                                     | [ 14 ] [ 74 ]                                                       |
| 1:05,50                                                             | Gyarmati Andrea                                                     | BVSC                                                                | 1969. 08. 23.                                                       | Budapest, Magyarország                                              | Európa-kupa                                                         |                                                                     | [ 14 ] [ 75 ]                                                       |
| 1:05,00                                                             | Gyarmati Andrea                                                     | Ferencváros                                                         | 1970. 09. 08.                                                       | Barcelona, Spanyolország                                            | Európa-bajnokság                                                    | első hely                                                           | [ 14 ] [ 76 ]                                                       |
| 1:05,00                                                             | Gyarmati Andrea                                                     | Ferencváros                                                         | 1971. 07. 03.                                                       | Berlin, NDK                                                         |                                                                     |                                                                     | [ 14 ] [ 77 ]                                                       |
| 1:04,80                                                             | Gyarmati Andrea                                                     | Ferencváros                                                         | 1971. 08. 06.                                                       | Budapest, Magyarország                                              | magyar bajnokság                                                    |                                                                     | [ 14 ] [ 25 ]                                                       |
| 1:04,50                                                             | Gyarmati Andrea                                                     | Ferencváros                                                         | 1971. 08. 28.                                                       | Pozsony, Csehszlovákia                                              | Európa-kupa                                                         | Európa-csúcs beállítás                                              | [ 14 ] [ 78 ]                                                       |
| 1:04,50                                                             | Gyarmati Andrea                                                     | Ferencváros                                                         | 1972. 08. 12.                                                       | Budapest, Magyarország                                              | ellenőrző verseny                                                   | Európa-csúcs beállítás                                              | [ 14 ] [ 79 ]                                                       |
| 1:04,01                                                             | Gyarmati Andrea                                                     | Ferencváros                                                         | 1972. 08. 31.                                                       | München, NSZK                                                       | olimpiai játékok                                                    | selejtező, Európa-csúcs                                             | [ 14 ] [ 80 ]                                                       |
| 1:03,80                                                             | Gyarmati Andrea                                                     | Ferencváros                                                         | 1972. 08. 31.                                                       | München, NSZK                                                       | olimpiai játékok                                                    | elődöntő, világcsúcs                                                | [ 14 ] [ 80 ]                                                       |
| 1:03,73                                                             | Gyarmati Andrea                                                     | Ferencváros                                                         | 1972. 09. 01.                                                       | München, NSZK                                                       | olimpiai játékok                                                    | harmadik hely                                                       | [ 14 ] [ 81 ]                                                       |
| 1:03,17                                                             | Miklósfalvi Éva                                                     | BVSC                                                                | 1980. 07. 23.                                                       | Moszkva, Szovjetunió                                                | olimpiai játékok                                                    | az elődöntőben                                                      | [ 28 ] [ 82 ]                                                       |
| 1:03,05                                                             | Ormos Edit                                                          | Vasas                                                               | 1984. 08. 23.                                                       | Moszkva, Szovjetunió                                                |                                                                     |                                                                     | [ 83 ] [ 84 ]                                                       |
| 1:02,54                                                             | Ormos Edit                                                          | Vasas                                                               | 1985. 04. 14.                                                       | Budapest, Magyarország                                              | Elektroimpex '85                                                    |                                                                     | [ 85 ] [ 86 ]                                                       |
| 1:01,90                                                             | Ormos Edit                                                          | Vasas                                                               | 1986. 07. 19.                                                       | Budapest, Magyarország                                              | magyar bajnokság                                                    |                                                                     | [ 87 ] [ 88 ]                                                       |
| 1:01,77                                                             | Jakab Dóra                                                          | Bp. Spartacus                                                       | 1998. 08. 02.                                                       | Antwerpen, Belgium                                                  | ifjúsági Európa-bajnokság                                           | második hely                                                        | [ 89 ]                                                              |
| 1:01,67                                                             | Ferenczy Orsolya                                                    | Bp. Honvéd                                                          | 1999. 05. 02.                                                       | Bécs, Ausztria                                                      | nemzetközi verseny                                                  |                                                                     | [ 90 ]                                                              |
| 1:00,37                                                             | Ferenczy Orsolya                                                    | Bp. Honvéd                                                          | 1999. 06. 25.                                                       | Budapest, Magyarország                                              | magyar bajnokság                                                    |                                                                     | [ 91 ]                                                              |
| 059,77                                                              | Boulsevicz Beatrix                                                  | Római SE                                                            | 2003. 08. 03.                                                       | Glasgow, Egyesült Királyság                                         | ifjúsági Európa-bajnokság                                           | első hely                                                           | [ 92 ]                                                              |
| 059,70                                                              | Boulsevicz Beatrix                                                  | Római SE                                                            | 2004. 05. 13.                                                       | Madrid, Spanyolország                                               | Európa-bajnokság                                                    | az elődöntőben                                                      | [ 93 ]                                                              |
| 059,70                                                              | Boulsevicz Beatrix                                                  | Római SE                                                            | 2004. 05. 14.                                                       | Madrid, Spanyolország                                               | Európa-bajnokság                                                    | hatodik hely                                                        | [ 94 ]                                                              |
| 059,64                                                              | Boulsevicz Beatrix                                                  | BVSC                                                                | 2006. 08. 03.                                                       | Budapest, Magyarország                                              | Európa-bajnokság                                                    | az selejtezőben                                                     | [ 95 ]                                                              |
| 059,06                                                              | Boulsevicz Beatrix                                                  | BVSC                                                                | 2006. 08. 03.                                                       | Budapest, Magyarország                                              | Európa-bajnokság                                                    | az elődöntőben                                                      | [ 96 ]                                                              |
| 058,51                                                              | Dara Eszter                                                         | Kőbánya SC                                                          | 2008. 07. 10.                                                       | Budapest, Magyarország                                              | magyar bajnokság                                                    | a selejtezőben                                                      | [ 97 ]                                                              |
| 058,39                                                              | Dara Eszter                                                         | Kőbánya SC                                                          | 2008. 08. 09.                                                       | Peking, Kína                                                        | olimpiai játékok                                                    | a selejtezőben                                                      | [ 98 ]                                                              |
| 057,67                                                              | Szilágyi Liliána                                                    | Kőbánya SC                                                          | 2014. 08. 22.                                                       | Nanking, Kína                                                       | ifjúsági olimpia                                                    | első hely                                                           | [ 99 ]                                                              |
| 057,54                                                              | Szilágyi Liliána                                                    | Bp. Honvéd                                                          | 2016. 04. 20.                                                       | London, Egyesült Királyság                                          | Európa-bajnokság                                                    | negyedik hely                                                       | [ 100 ]                                                             |

## 25 méteres medence

### Férfiak
| A férfi 100 méteres pillangóúszás magyar csúcsai (25 méteres medence) | A férfi 100 méteres pillangóúszás magyar csúcsai (25 méteres medence) | A férfi 100 méteres pillangóúszás magyar csúcsai (25 méteres medence) | A férfi 100 méteres pillangóúszás magyar csúcsai (25 méteres medence) | A férfi 100 méteres pillangóúszás magyar csúcsai (25 méteres medence) | A férfi 100 méteres pillangóúszás magyar csúcsai (25 méteres medence) | A férfi 100 méteres pillangóúszás magyar csúcsai (25 méteres medence) | A férfi 100 méteres pillangóúszás magyar csúcsai (25 méteres medence) |
| Idő                                                                   | Név                                                                   | Egyesület                                                             | Dátum                                                                 | Helyszín                                                              | Esemény                                                               | Megjegyzés                                                            | Forrás                                                                |
| --------------------------------------------------------------------- | --------------------------------------------------------------------- | --------------------------------------------------------------------- | --------------------------------------------------------------------- | --------------------------------------------------------------------- | --------------------------------------------------------------------- | --------------------------------------------------------------------- | --------------------------------------------------------------------- |
| 57,09                                                                 | Mészáros                                                              |                                                                       |                                                                       |                                                                       |                                                                       |                                                                       | [ 101 ]                                                               |
| 56,07                                                                 | Kálló István                                                          | BVSC                                                                  | 1987. 11. 22.                                                         | Budapest, Magyarország                                                | rövid pályás ob                                                       |                                                                       | [ 102 ]                                                               |
| ?                                                                     |                                                                       |                                                                       |                                                                       |                                                                       |                                                                       |                                                                       |                                                                       |
| 52,54                                                                 | Gáspár Zsolt                                                          | Ferencváros                                                           | 2000. 03. 2?.                                                         | Minneapolis, USA                                                      | Amerikai egyetemi bajnokság                                           |                                                                       | [ 103 ]                                                               |
| 52,18                                                                 | Gáspár Zsolt                                                          | Ferencváros                                                           | 2001. 12. 13.                                                         | Antwerpen, Belgium                                                    | Európa-bajnokság                                                      | az elődöntőben                                                        | [ 104 ]                                                               |
| 52,01                                                                 | Gáspár Zsolt                                                          | Ferencváros                                                           | 2001. 12. 14.                                                         | Antwerpen, Belgium                                                    | Európa-bajnokság                                                      | 5. hely                                                               | [ 105 ]                                                               |
| 51,72                                                                 | Pulai Bence                                                           | Kőbánya SC                                                            | 2009. 11. 15.                                                         | Százhalombatta, Magyarország                                          | rövid pályás ob                                                       |                                                                       | [ 106 ]                                                               |
| 51,71                                                                 | Pulai Bence                                                           | Kőbánya SC                                                            | 2009. 12. 10.                                                         | Isztambul, Törökország                                                | Európa-bajnokság                                                      | az elődöntőben                                                        | [ 107 ]                                                               |
| 51,51                                                                 | Cseh László                                                           | Kőbánya SC                                                            | 2010. 12. 15.                                                         | Dubaj, Egyesült Arab Emírségek                                        | világbajnokság                                                        | a selejtezőben                                                        | [ 108 ]                                                               |
| 51,29                                                                 | Cseh László                                                           | Kőbánya SC                                                            | 2010. 12. 15.                                                         | Dubaj, Egyesült Arab Emírségek                                        | világbajnokság                                                        | az elődöntőben                                                        | [ 109 ]                                                               |
| 50,86                                                                 | Cseh László                                                           | Kőbánya SC                                                            | 2012. 12. 12.                                                         | Isztambul, Törökország                                                | világbajnokság                                                        | a selejtezőben                                                        | [ 110 ]                                                               |
| 50,72                                                                 | Cseh László                                                           | Kőbánya SC                                                            | 2012. 12. 12.                                                         | Isztambul, Törökország                                                | világbajnokság                                                        | az elődöntőben                                                        | [ 111 ]                                                               |
| 49,93                                                                 | Cseh László                                                           | Egri UK                                                               | 2015. 12. 02.                                                         | Netánja, Izrael                                                       | Európa-bajnokság                                                      | a selejtezőben                                                        | [ 112 ]                                                               |
| 49,33                                                                 | Cseh László                                                           | Egri UK                                                               | 2015. 12. 03.                                                         | Netánja, Izrael                                                       | Európa-bajnokság                                                      | első hely                                                             | [ 113 ]                                                               |

### Nők
| A női 100 méteres pillangóúszás magyar csúcsai (25 méteres medence) | A női 100 méteres pillangóúszás magyar csúcsai (25 méteres medence) | A női 100 méteres pillangóúszás magyar csúcsai (25 méteres medence) | A női 100 méteres pillangóúszás magyar csúcsai (25 méteres medence) | A női 100 méteres pillangóúszás magyar csúcsai (25 méteres medence) | A női 100 méteres pillangóúszás magyar csúcsai (25 méteres medence) | A női 100 méteres pillangóúszás magyar csúcsai (25 méteres medence) | A női 100 méteres pillangóúszás magyar csúcsai (25 méteres medence) |
| Idő                                                                 | Név                                                                 | Egyesület                                                           | Dátum                                                               | Helyszín                                                            | Esemény                                                             | Megjegyzés                                                          | Forrás                                                              |
| ------------------------------------------------------------------- | ------------------------------------------------------------------- | ------------------------------------------------------------------- | ------------------------------------------------------------------- | ------------------------------------------------------------------- | ------------------------------------------------------------------- | ------------------------------------------------------------------- | ------------------------------------------------------------------- |
| 1:02,50                                                             | Ormos Edit                                                          | Vasas                                                               |                                                                     |                                                                     |                                                                     |                                                                     | [ 101 ]                                                             |
| ?                                                                   |                                                                     |                                                                     |                                                                     |                                                                     |                                                                     |                                                                     |                                                                     |
| 059,43                                                              | Boulsevicz Beatrix                                                  | BVSC                                                                | 2005. 11. 12.                                                       | Hódmezővásárhely, Magyarország                                      | rövid pályás ob                                                     |                                                                     | [ 114 ]                                                             |
| 058,92                                                              | Boulsevicz Beatrix                                                  | BVSC                                                                | 2005. 12. 10.                                                       | Trieszt, Olaszország                                                | Európa-bajnokság                                                    | elődöntő                                                            | [ 115 ]                                                             |
| 057,98                                                              | Boulsevicz Beatrix                                                  | BVSC                                                                | 2005. 12. 10.                                                       | Trieszt, Olaszország                                                | Európa-bajnokság                                                    | elődöntő szétúszás                                                  | [ 115 ]                                                             |
| 057,85                                                              | Dara Eszter                                                         | Kőbánya SC                                                          | 2008. 12. 13.                                                       | Fiume, Horvátország                                                 | Európa-bajnokság                                                    | selejtező                                                           | [ 116 ]                                                             |
| 057,12                                                              | Dara Eszter                                                         | Kőbánya SC                                                          | 2008. 12. 13.                                                       | Fiume, Horvátország                                                 | Európa-bajnokság                                                    | elődöntő                                                            | [ 116 ]                                                             |
| 056,88                                                              | Dara Eszter                                                         | Kőbánya SC                                                          | 2008. 12. 14.                                                       | Fiume, Horvátország                                                 | Európa-bajnokság                                                    | harmadik hely                                                       | [ 117 ]                                                             |
| 056,86                                                              | Dara Eszter                                                         | Kőbánya SC                                                          | 2009. 12. 12.                                                       | Isztambul, Törökország                                              | Európa-bajnokság                                                    | elődöntő                                                            | [ 118 ]                                                             |
| 056,72                                                              | Hosszú Katinka                                                      | Bajai Spartacus                                                     | 2012. 12. 21.                                                       | Szentpétervár, Oroszország                                          | Szalnyikov-kupa                                                     |                                                                     | [ 119 ]                                                             |
| 056,58                                                              | Hosszú Katinka                                                      | Vasas                                                               | 2013. 11. 05.                                                       | Szingapúr                                                           | világkupa                                                           |                                                                     | [ 120 ]                                                             |
| 056,24                                                              | Hosszú Katinka                                                      | Vasas                                                               | 2013. 11. 09.                                                       | Tokió, Japán                                                        | világkupa                                                           |                                                                     | [ 121 ]                                                             |
| 055,71                                                              | Hosszú Katinka                                                      | Vasas                                                               | 2014. 12. 19.                                                       | Szentpétervár, Oroszország                                          | Szalnyikov-kupa                                                     |                                                                     | [ 122 ]                                                             |
| 055,12                                                              | Hosszú Katinka                                                      | Vasas                                                               | 2016. 12. 11.                                                       | Windsor, Kanada                                                     | világbajnokság                                                      | első hely                                                           | [ 123 ]                                                             |